# Davide d'Ungheria
Davide d'Ungheria (tra 1053 e 1055 – dopo il 1094) fu un membro della dinastia degli Arpadi e secondo figlio di Andrea I d'Ungheria e Anastasia di Kiev.
La data di nascita esatta di Davide è sconosciuta. Suo fratello maggiore, Salomone, nacque nel 1053 e l'atto di fondazione dell'abbazia di Tihany (1055) chiarisce che Andrea I aveva già dei «figli»: l'uso del plurale consentirebbe di comprendere che Davide forse nacque a cavallo delle due date.
Durante la guerra civile scoppiata tra suo padre e suo zio, il principe Béla, la regina Anastasia si rifugiò con i due figli nell'Austria, dove rimasero fino al 1063, quando Béla I morì nel corso delle lotte. Davide non partecipò alla battaglia per il trono, la quale coinvolse invece suo fratello e i suoi cugini, Géza e Ladislao, e non si occupò di politica. Secondo lo storico Mór Wertner, Davide aveva abbracciato un ordine clericale nel 1094. Nello stesso anno, donò un'ingente somma di denaro all'Abbazia di Tihany, la quale era stata fondata da suo padre Andrea nel 1055. È probabile che morì di lì a poco, dato che il tono della carta di donazione fu formulato alla stregua di un testamento. Nel 1095, quando il re Ladislao I morì, secondo i documenti contemporanei, solo i principi Lamberto, Colomanno e Álmos sopravvissero al re. Davide fu sepolto a Tihany, accanto alle spoglie del padre.

## Ascendenza
|                      |                    |                       | Genitori           |  |  | Nonni |  |  | Bisnonni |  |  | Trisnonni |  |
|                      |                    |                       |                    |  |  |       |  |  | Mihály   |  |  | Taksony   |  |
|                      |                    |                       |                    |  |  |       |  |  | Mihály   |  |  | Taksony   |  |
|                      |                    | …                     |                    |  |  |       |  |  | Mihály   |  |  |           |  |
| Vazul                |                    |                       |                    |  |  |       |  |  | Mihály   |  |  |           |  |
|                      |                    | …                     | …                  |  |  |       |  |  |          |  |  |           |  |
|                      |                    | …                     | …                  |  |  |       |  |  |          |  |  |           |  |
|                      |                    | …                     | …                  |  |  |       |  |  |          |  |  |           |  |
| Andrea I d'Ungheria  |                    | …                     |                    |  |  |       |  |  |          |  |  |           |  |
|                      |                    | …                     | …                  |  |  |       |  |  |          |  |  |           |  |
|                      |                    | …                     | …                  |  |  |       |  |  |          |  |  |           |  |
|                      |                    | …                     | …                  |  |  |       |  |  |          |  |  |           |  |
| …                    |                    | …                     |                    |  |  |       |  |  |          |  |  |           |  |
|                      |                    | …                     | …                  |  |  |       |  |  |          |  |  |           |  |
|                      |                    | …                     | …                  |  |  |       |  |  |          |  |  |           |  |
|                      |                    | …                     | …                  |  |  |       |  |  |          |  |  |           |  |
| Davide d'Ungheria    |                    | …                     |                    |  |  |       |  |  |          |  |  |           |  |
|                      | Vladimir I di Kiev | Svjatoslav I di Kiev  |                    |  |  |       |  |  |          |  |  |           |  |
|                      | Vladimir I di Kiev | Svjatoslav I di Kiev  |                    |  |  |       |  |  |          |  |  |           |  |
|                      | Vladimir I di Kiev | Maluša                |                    |  |  |       |  |  |          |  |  |           |  |
| Jaroslav I di Kiev   | Vladimir I di Kiev |                       |                    |  |  |       |  |  |          |  |  |           |  |
|                      |                    | Rogneda di Polack     | Rogvold Polockij   |  |  |       |  |  |          |  |  |           |  |
|                      |                    | Rogneda di Polack     | Rogvold Polockij   |  |  |       |  |  |          |  |  |           |  |
|                      |                    | Rogneda di Polack     | …                  |  |  |       |  |  |          |  |  |           |  |
| Anastasia di Kiev    |                    | Rogneda di Polack     |                    |  |  |       |  |  |          |  |  |           |  |
|                      |                    | Olof III di Svezia    | Eric il Vittorioso |  |  |       |  |  |          |  |  |           |  |
|                      |                    | Olof III di Svezia    | Eric il Vittorioso |  |  |       |  |  |          |  |  |           |  |
|                      |                    | Olof III di Svezia    | Sigrid la Superba  |  |  |       |  |  |          |  |  |           |  |
| Ingegerd Olofsdotter |                    | Olof III di Svezia    |                    |  |  |       |  |  |          |  |  |           |  |
|                      |                    | Estrid degli Obotriti | …                  |  |  |       |  |  |          |  |  |           |  |
|                      |                    | Estrid degli Obotriti | …                  |  |  |       |  |  |          |  |  |           |  |
|                      |                    | Estrid degli Obotriti | …                  |  |  |       |  |  |          |  |  |           |  |
|                      |                    | Estrid degli Obotriti |                    |  |  |       |  |  |          |  |  |           |  |